# Valtatie 18

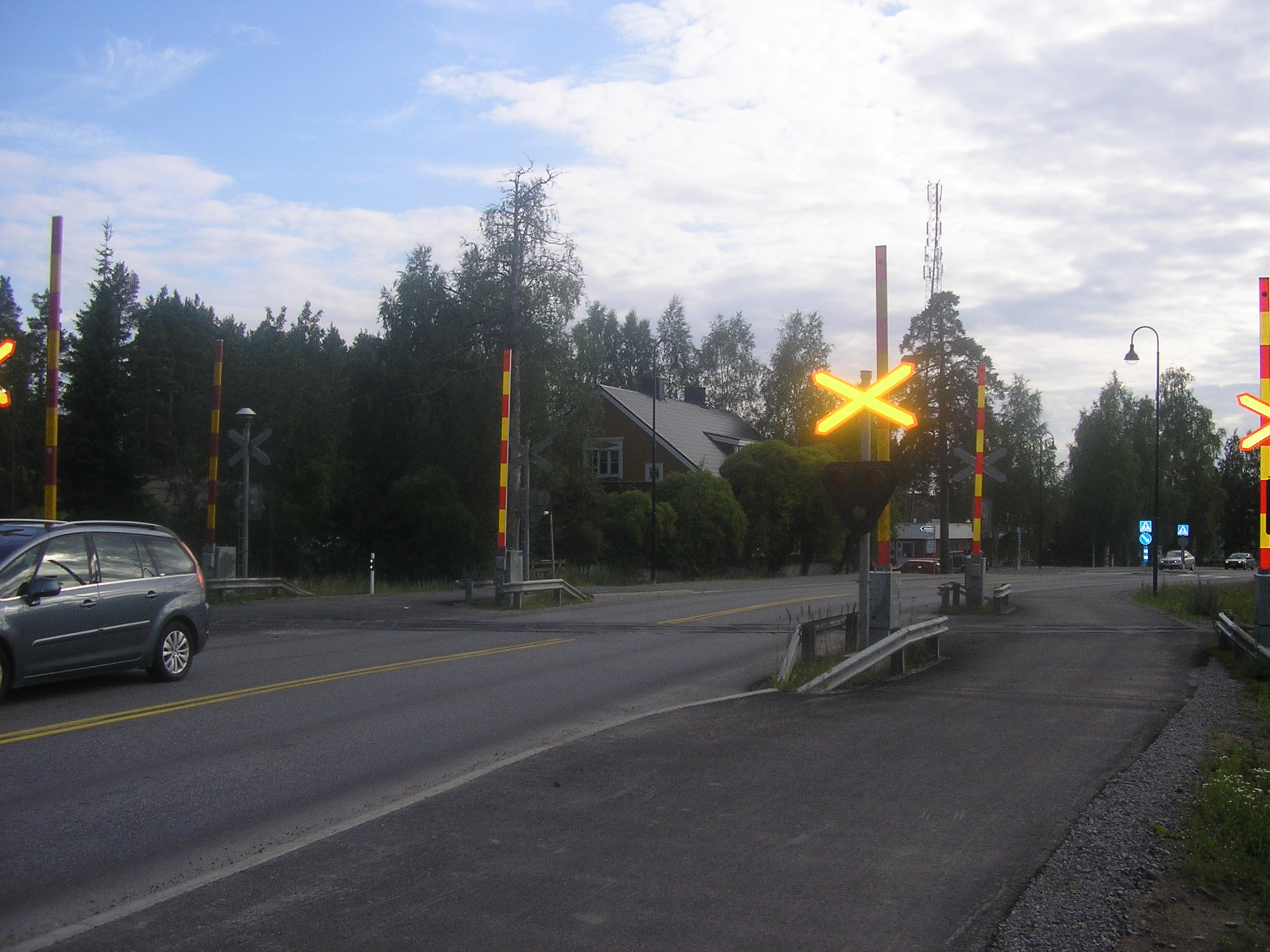
La Valtatie 18 presso Tuuri, Töysä

La Valtatie 18 (in svedese Riksväg 18) è una strada statale finlandese. Ha inizio a Jyväskylä e si dirige verso nord-ovest, verso il Golfo di Botnia, dove si conclude dopo 271 km nei pressi di Vaasa.

## Percorso
La Valtatie 18 tocca i comuni di Petäjävesi, Keuruu, Multia, Ähtäri, Töysä, Alavus, Seinäjoki, Isokyrö, Vähäkyrö, Laihia e Korsholm.